# Adelanthaceae
Adelanthaceae is een familie van levermossen die behoren tot de orde Jungermanniales.

## Geslachten
De familie bestaat uit de volgende geslachten:
- Adelanthus  Mitt.
- Cuspidatula  Steph.
- Denotarisia  Grolle
- Jamesoniella  (Spruce) Carrington
- Nothostrepta  R.M.Schust.
- Pisanoa  Hässel
- Protosyzygiella  (Inoue) R.M.Schust.
- Pseudomarsupidium  Herzog
- Syzygiella  Spruce
- Vanaea  (Inoue & Gradst.) Inoue & Gradst.
- Wettsteinia  Schiffn.